# Zepherina clermonti
Zepherina clermonti es una especie de insecto coleóptero de la familia Chrysomelidae.
Fue descrita científicamente en 1956 por Bechyne.